# Чжан Цинпэн
Чжан Цинпэн (кит. упр. 张庆鹏; род. 28 марта 1981 года, Фушунь, Ляонин) — китайский профессиональный баскетболист, выступающий за клуб Китайской баскетбольной ассоциации «Бэйцзин Дакс» и национальную сборную Китая. Играет на позиции разыгрывающего защитника.

## Карьера

### Клубная
На профессиональном уровне начал выступать с 2001 года за клуб «Ляонин Флаин Леопардс». В 2003 году пытался выставить кандидатуру на Драфт НБА, однако не был выбран. В 2010 году стал лучшим по 3-х очковым броскам в Матче всех звёзд Китайской баскетбольной ассоциации.

### Международная
Впервые был вызван в национальную команду в 2006 году. В 2008 году выступал в составе сборной Китая на Олимпиаде в Пекине. 

## Достижения
Мужская сборная Китая :
- Чемпион Азиатских игр : 2010
- Серебряный призёр чемпионата Азии : 2009

## Личная жизнь
25 мая 2015 года получил степень магистра в Ляонинском институте спорта.